# يرماكان إبراهيموف
يرماكان إبراهيموف (مواليد 1 يناير 1972) هو ملاكم كازاخستاني، مثّل بلاده في الألعاب الأولمبية الصيفية في دورتي 1996 و2000.

## روابط خارجية
يرماكان إبراهيموف على موقع بوكس ريك (الإنجليزية) (registration required)
- يرماكان إبراهيموف على موقع اللجنة الأولمبية الدولية (الإنجليزية)
- يرماكان إبراهيموف على موقع أوليمبيديا (الإنجليزية)